# PFK Cerno More Varna
PFC Cherno More Varna (în bulgară ПФК Черно Море Варна) este un club de fotbal profesionist din Bulgaria, din orașul Varna, care în momentul de față joacă în prima ligă.  Acest club a fost înființat pe data de 3 martie 1913, sub numele de Asociația Turistică de Tineret "Ticea".  Cherno More este denumit astfel din cauza poziției la Marea Neagră, clubul având și porecla de "Marinarii".  Cherno More joacă pe teren propriu pe Stadionul Ticea cu o capacitate de 8250 de locuri.  Fiind unul dintre cele mai de succes cluburi, în afara
celor care se află în afara capitalei Sofia, "Marinarii" au câștigat campionatul de 4 ori și, de asemenea, Cupa Bulgariei și Supercupa în 2015.

## Istorie

### Primii ani (1909-1944)
Cel mai vechi predecesor al clubului este FC Sportist, înființat în vara anului 1909, care la 24 mai 1914 a devenit echipa de fotbal a
Asociației Turistice de Tineret "Ticea" (înființată la 3 martie 1913).  Membrii ambelor instituții au de fapt băieții din primul liceu din
Varna.  Ticea a fost deja înregistrată în instanță și au avut sediul propriu aprobat de Consiliul Profesorilor.  Acesta este
motivul pentru care data de 3 martie 1913 a fost aleasă dată oficială de înființare a clubului, cu care mulți susținători ai clubului nu
sunt de acord, știind că clubul de fotbal a existat începând cu 1909.  La 21 februarie 1919, Asociația Turistică de Tineret a fost
transformată într-unclub sportiv, ca mulți dintre membrii care au absolvit școala să poată să rămână la langa club.  De asemenea, în 1919,
echipa de fotbal SC Ticea a jucat primele meciuri împotriva echipelor Sofia Slavia și Levski, învingându-le cu 3-0 și 4-1 la Varna și 1-0 la Sofia (meciul retur contra Levski a fost nu a jucat).  În 1919 SC Ticea a publicat prima carte cu un regulament de fotbal, scrisă de unul dintre membrii și fondatori ai FC Sportist, Ștefan Tonchev, care a murit pe fronturile din Balcani în războaiele din 1916.  În 1921 Sport Club Granit a renunțat la calitatea de membru din cadrul SC Ticea din cauza problemelor financiare și a litigiilor și si-a schimbat numele în SC Vladislav, după numele regelui polonez ucis într - o luptă pentru eliberarea Varnei împotriva armatei otomane.  SC Vladislav a devenit unul dintre cele mai de succes echipe din Bulgaria înaintea celui de-al doilea război, câștigând primul titlu din istoria campionatului din Bulgaria (Cupa Regelui), în 1925 și, de asemenea, devenind prima echipă din regat care a câștigat Cupa Regelui de trei ori.  Ticea a câștigat campionatul o singură dată în 1938.

### Perioada comunistă (1944-1989)
Odată cu stabilirea stăpânirii comuniste în Bulgaria după cel de-al doilea război mondial, au avut loc modificări semnificative care au
afectat toate cluburile din Republica Populară fără excepție.  Toate acestea, pentru a se potrivi noii viziuni a noului guvern condus
comunisti.  Ticea și Vladislav au fuzionat la data de 18 februarie 1945 si noul nume al clubului a fost Ticea-Vladislav (T-V).  Ei au urmat ordinele noului Comitet Național al Sportului, ca echipele care nu fac acest lucru supuse unor fuziuni vor să nu fie înregistrate. O problemă importantă cu privire la fuziunea dintre aceste două echipe, este că această fuziune nu a rezultat în urma falimentului, a insolvenței, datoriilor ci a fost rezultatul unei decizii de o politică de partid, care pur și simplu a decis că erau doar prea multe cluburi în orașul Varna și al căror număr ar trebui să fie redus. În aceste condiții, cluburile au trebuit să caute departamente guvernamentale care să le poată sprijini.  În cest mod au trecut sub controlul Ministerului Apărării, care a schimbat numele clubului în Botev și după un an în VMS (Echipa Marinei).  În acel an a apărut și porecla "Marinarii", care este folosit și astăzi. În 1950 VMS a fost trimis în Grupa V (a treia divizie) cu decizie administrativă, deoarece nu a fost decât un singur loc pentru echipele militare în Grupa A (prima divizie), luat de Sofia.  În 1951 echipa a fost promovat la Grupa B, iar în următorul an a câștigat grupa de promovare în Grupa A.  Anul 1953 a fost unul dintre cele mai de succes pentru "Marinari", VMS a terminat pe locul al treilea după echipele din Sofia.  Numele clubului a fost schimbat de mai multe ori în SKNA, VMS și Botev și VMS până în 1959, după o fuziune cu o echipă mică de Cherno More, numele a fost adoptat și a rămas până în ziua de azi. În anii ’60, antrenorul și fostul jucător al SC Vladislav Ivan Mokanov a format o echipă formidabilă, care a fost greu de învins.
Au avut loc o serie de meciuri amicale cu Ajax Amsterdam câștigat cu 3-1 la Varna la 08 iunie 1966, cu tânărul Johan Cruyff care a marcat golul de onoare pentru Ajax.  Victorii cu Derby County, Sheffield Wednesday și Nottingham Forest (13 august 1966) au fost să urmeze.  În sezonul 1981-82 echipa a terminat pe locul 4 și s-a calificat la cupa UEFA Intertoto. Într-o grupă cu Standard Liège (2-0, 0-3), Bayer Leverkusen (1-1, 1-3) și Hvidovre (2-0, 1-1) Cherno More a ocupat locul al treilea. În competițiile locale Cherno More a ajuns în finala Cupei Armatei Sovietice de două ori, în 1985 și 1988.

### Anii 90
Căderea socialismului în Bulgaria în 1989 și stabilirea democrației a adus noi greutăți pentru toate cluburile de fotbal din Bulgaria.
Tranziția de la organizatii sprijinite de stat la cluburi private au dus la dispariția multor echipe de tradiție, în timp ce alții au fost
forțați să declare faliment, doar pentru a reveni mai târziu, prin obținerea de licențe de la cluburi mici. Cherno More a evitat orice
modificare administrativă și și-a păstrat numele și istoria, dar a petrecut șase sezoane consecutive în liga a doua. Retrogradaăa în
sezonul 1989-90 și din nou în 1993-94 și cu dificultăți financiare imense, la un moment dat, în sezonul 1998-99, clubul a fost aproape de
retrogradare în divizia a 3-a a fotbalului bulgar.  În ciuda faptului că era în a doua divizie, Cherno More a vândut cel mai bun jucător și
propriul produs Ilian Iliev la Levski Sofia pentru un record de 2 milioane de leva (60 000£) în 1991. Iliev a fost ulterior vândut de
Levski la Benfica.  Lucrurile au început să obține o mai bună în 1998, cu noul președinte și viitor ministru al sportului Krasen Kralev care a transformat clubul într-o societate pe acțiuni.

### Noul mileniu
Noul mileniu a văzut clubul în topul fotbalului bulgar.  În anii 90, Marinarii au jucat ìn majoritatea sezoanelor în liga a doua din
Bulgaria promovând în prima divizie la sfârșitul sezonul 1999-2000, după șase sezoane petrecute în liga a doua. În 2002, Kralev l-a
convins pe omul de afaceri Ilia Pavlov să cumpere clubul.  Pavlov a avut idei despre dezvoltarea clubului și transformarea acestuia
într-unul dintre liderii fotbalului bulgar. El l-a numit antrenor pe tânărul și ambițiosul Velislav Vutsov și a adus mulți jucători
experimentați, cum ar fi portarul echipei naționale Zdravko Zdravkov și unii jucători străini, cum ar fi Lúcio Wagner, Darko Spalević și
internaționalul maltez Daniel Bogdanović. Rezultatele au apărut rapid.  Victoriile împotriva campioanelor ȚSKA la Sofia și Litex la Loveci au făcut ca echipa să urce în clasament.  Povestea de succes s-a terminat brusc, odată cu uciderea lui Ilia Pavlov la 7 martie 2003.  Luni de incertitudini s-au terminat atunci când compania Chimimport a achiziționat clubul în 2004.  În sezonul 2007-08, Marinarii au terminat pe locul 5 în grupa A și s-au calificat în ultimul sezon al Cupei UEFA din cauza problemelor de licență ale ȚSKA Sofia.  Conduși de căpitanul Alex, au evoluat peste așteptări, învingând UE Sant Julia din Andora în prima rundă de calificare (9-0 în total) și pe Maccabi Netanya din Israel în a doua rundă de calificare (3-1 în total).  Cherno More a întâlnit clubul german vfb Stuttgart, și au fost eliminați după 1-2 acasă și un surprinzător egal 2-2 la Stuttgart, după ce au condus cu 2-0 până în minutul 85 al jocului.  În același sezon echipa a terminat pe locul 3, și s-a calificat în noua competiție creată, Europa League. În sezonul 2009-10, Cherno More a început UEFA Europa League învingând Iskra-Stali din Moldova în al doilea tur preliminar (4-0 per total). Ulterior, au jucat împotriva centralei olandeze PSV Eindhoven în cea de-a treia rundă de calificare.  Echipa din Varna a fost eliminată după ce a pierdut cu 0-1 la Eindhoven și cu 0-1 pe stadionul Lazur din Burgas.  După sezonul 2008-09, clubul nu a reușit să impresioneze în următorii ani în competițiile interne, dar au avut rezultate remarcabile în Cupa Bulgariei în timpul sezonului 2014-15.  Marinarii au învins Sozopol, Slavia Sofia, Lokomotiv Gorna Oryahovitsa și Lokomotiv Plovdiv în drumul spre finală împotriva echipei Levski Sofia pe Lazur Stadium din Burgas. În ciuda faptului că a jucat în zece oameni din minutul 39 și la final 0-1, echipa a reușit să egaleze în prelungiri prin Bacari și au câștigat Cupa, după golul lui Mathias Coureur din minutul 118, câștigând primul trofeu după cel de-al doilea război mondial.

## Palmares
Campionatul de fotbal de stat:
- Câștigătoare (4): 1925, 1926, 1934 (ca Vladislav) și 1938 (ca Ticea)

Cupa Bulgariei:
- Campioană (1): 2015
  - Finalistă (2): 2006, 2008

Supercupa Bulgariei:
- Campioană (1): 2015